# Municipio de Sumner (condado de Winneshiek)
El municipio de Sumner (en inglés: Sumner Township) es un municipio ubicado en el condado de Winneshiek en el estado estadounidense de Iowa. En el año 2010 tenía una población de 311 habitantes y una densidad poblacional de 3,38 personas por km².

## Geografía
El municipio de Sumner se encuentra ubicado en las coordenadas 43°12′44″N 92°1′19″O / 43.21222, -92.02194. Según la Oficina del Censo de los Estados Unidos, el municipio tiene una superficie total de 92.13 km², de la cual 92,13 km² corresponden a tierra firme y (0 %) 0 km² es agua.

## Demografía
Según el censo de 2010, había 311 personas residiendo en el municipio de Sumner. La densidad de población era de 3,38 hab./km². De los 311 habitantes, el municipio de Sumner estaba compuesto por el 100 % blancos. Del total de la población el 1,29 % eran hispanos o latinos de cualquier raza.